# Black Tot Day

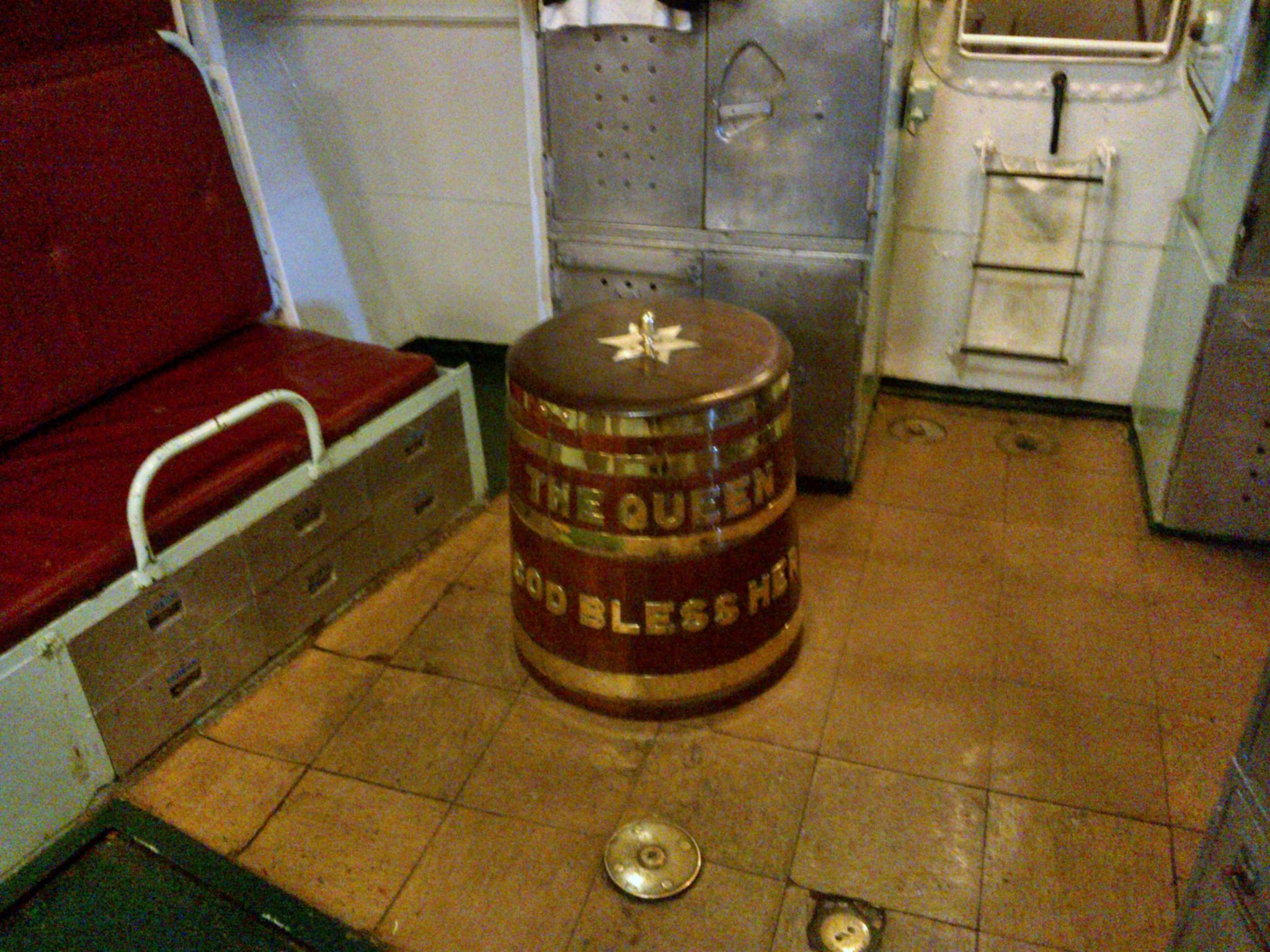
Грогова ванна HMS Кавалер

Black Tot Day (31 липня 1970 року) став останнім днем, коли морякам Королівського військово-морського флоту видали денну порцію рому («tot»).

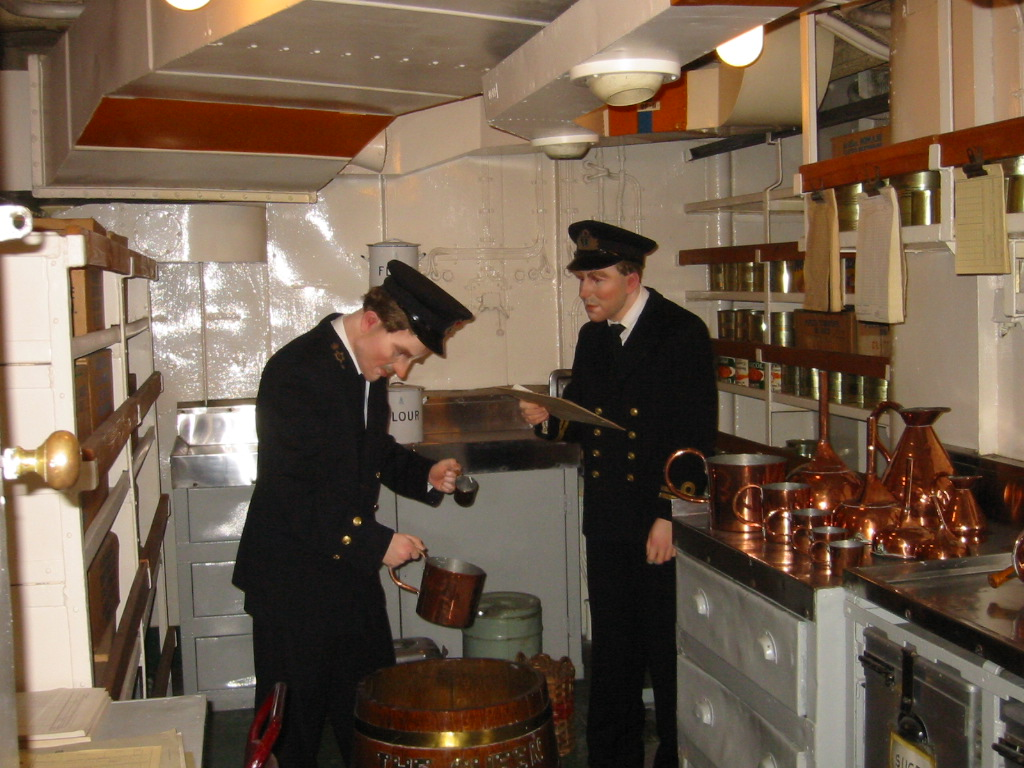
Вимірювання всього (діорама на борту HMS Белфаст)

## Історія

### 17 століття
У 17 столітті щоденна порція для англійських моряків складала галон пива (приблизно чотири літри), хоча часто використовувалося пиво з низьким вмістом алкоголю (менше 1 %). Через труднощі зі зберіганням таких великих кількостей рідини, у 1655 році було введено еквівалент у вигляді півпінти (284 мл) рому, що стало переважним варіантом замість пива. З часом пияцтво на борту військових суден стало серйозною проблемою, і порція була офіційно закріплена в морських правилах адміралом Едвардом Верноном у 1740 році. Її наказали змішувати з водою у пропорції 4:1 і розподіляти на дві порції на день.

### 19 століття
У 19 столітті змінився підхід до алкоголю через постійні проблеми з дисципліною в морському флоті. У 1824 році розмір порції було зменшено вдвічі — до чверті імперського пінти (142 мл) з метою покращити ситуацію. У 1850 році Комітет з грохом Адміралтейства, створений для вивчення проблем, пов'язаних з порцією рому, рекомендував повністю скасувати її. Однак, замість того, щоб скасувати порцію, флот знову зменшив її вдвічі — до восьмої частини імперського пінти (71 мл) на день, скасувавши вечірню порцію. Це призвело до скасування порції для офіцерів у 1881 році та для старших офіцерів у 1918 році.

### 20 століття
17 грудня 1969 року Адміралтейська рада опублікувала письмову відповідь на питання від депутата від Вулвіч-Схід, Крістофера Мейху, в якій зазначалося: «Адміралтейська рада приходить до висновку, що видача рому більше не відповідає високим стандартам ефективності, оскільки тепер завдання індивідуумів на кораблях пов'язані зі складними і часто делікатними механізмами та системами, від правильного функціонування яких може залежати життя людей». Це призвело до дебатів у Палаті громад 28 січня 1970 року, відомих як «Великі дебати про ром», що почалися Джеймсом Веллбеловедом, депутатом від Еріта і Крейфорда, який вважав, що порцію не слід скасовувати. Дебати тривали годину та 15 хвилин і закінчилися о 10:29 вечора рішенням, що порція рому більше не є доцільною.
31 липня 1970 року був останнім днем видачі рому, і він був виданий, як звичайно, о 6 дзвонах ранкового чергування (11:00), після сигналу «піднімати духи». Деякі моряки носили чорні пов'язки на рукавах, порції «поховали в морі», а в одному з навчальних таборів флоту, HMS Collingwood, Королівський флотовий електричний коледж у Фаргемі, Гемпшир, був влаштований умовний похоронний процесій з чорним труною та супроводом барабанщиків і трубача. Це рішення не було популярним серед моряків, незважаючи на те, що в компенсацію до щоденних порцій додавалася додаткова банка пива.
Поштове відділення у Портсмуті випустило спеціальний штемпель, що містив напис: «Остання видача рому Королівському флоту 31 липня 1970 року». Штемпель з'явився на філателістичному конверті з написом «Останній день випуску», що є грою слів, посилаючись на типові конверти першого дня випуску.
Після Чорного дня порції, це рішення було прийнято й іншими флотами Співдружності (Королівський австралійський флот скасував порцію рому ще в 1921 році):
- 31 березня 1972 року був останній день ромового раціону в Королівському флоті Канади .
- 28 лютого 1990 року був останній день ромового раціону в Королівському флоті Нової Зеландії .[1]